# 259 aC
El 259 aC va ser un any del calendari romà prejulià. Durant la República i l'Imperi Romà, era conegut com a any del consolat d'Escipió i Flor (o també any 495 ab urbe condita). L'ús del nom «259 aC» per referir-se a aquest any es remunta a l'alta edat mitjana, quan el sistema Anno Domini va ser el mètode de numeració dels anys més comú a Europa.

## Esdeveniments

### Àsia Menor

#### Imperi Selèucida
- Havent trobat un aliat convençut en Antígon II, rei de Macedònia, que havia patit els intents de Ptolemeu II per a desestabilitzar el seu regne, el rei selèucida Antíoc II inicia la Segona Guerra Siria contra Ptolemeu per revenjar-se de les pèrdues que havia sofert el seu pare Antíoc I Soter. Aquest any, o potser en el 258 aC té lloc la batalla de Cos entre la flota antigònida i la ptolemaica.[2]

#### Fenícia
- La ciutat d'Arwad domina una federació de ciutats fenícies de la rodalia (Gabala, Karne, Maratos i Simira).[3]

### Sicília
- Els cartaginesos sota el comandament d'Hamílcar aprofiten la seva victòria a Terma per contraatacar els romans i prendre'ls Enna. El general cartaginès, Hamílcar (sense relació directa amb Hamílcar Barca), continua en direcció sud cap a Camarina, en territori de Siracusa, per convèncer els siracusans de sumar-se al bàndol cartaginès.[4]

### Antiga Roma
- Aquest any són elegits consols Luci Corneli Escipió i Gai Aquil·li Flor.[5][6]
- El cònsol Aquil·li Flor, en el curs de la Primera Guerra Púnica, té assignada la província de Sicília, on vigila els moviments d'Hamílcar Barca.[7]
- El cònsol Luci Corneli Escipió s'enfronta als cartaginesos a Còrsega i conquereix Aleria, cosa que va comportar la submissió de tota l'illa.[8][9]

## Naixements
- Qin Shi Huangdi, fundador de la dinastia Qin i primer emperador de la Xina.[10]

## Necrològiques
- Hannó, governador de Sardenya durant la Primera Guerra Púnica, derrotat i mort per Luci Corneli Escipió.[11][12]